# Misone
Misone (fl. VI secolo a.C.) è stato un filosofo greco antico del VI secolo a.C., annoverato fra i sette sapienti.

## Biografia
Secondo Sosicrate, che cita Ermippo, Misone fu figlio del tiranno Strimone e sarebbe vissuto 97 anni. Le fonti concordano che sia stato un contadino, tuttavia presentano differenti opinioni sul suo luogo di nascita e di residenza, normalmente alternandolo fra la Laconia e Creta. Viene detto infatti di Etia, nome che potrebbe indicare una località situata in una delle due regioni o anche il monte Eta; stessa incertezza per la sua residenza, una località chiamata Chene di cui non è chiara la localizzazione. 
È citato nel Protagora di Platone; una leggenda riporta che l'oracolo di Delfi, consultato da Anacarsi, lo definì più saggio di quest'ultimo; anche Schopenhauer lo ha citato, ricordando che fu famoso per essere un misantropo, anche se non ha citato la fonte, che probabilmente è Diogene Laerzio..
Fu citato anche da Kierkegaard in Aut-Aut, dove si fa riferimento alla sua misantropia e al fatto che ridesse da solo.